# Gelbbindiger Schwarzkäfer
Der Gelbbindige Schwarzkäfer (Diaperis boleti) ist eine Käferart aus der Familie der Schwarzkäfer (Tenebrionidae). Er lebt in und an den Fruchtkörpern verschiedener Baumpilzarten, in Mitteleuropa vor allem am Birkenporling (Piptoporus betulinus) sowie am Schwefelporling (Laetiporus sulphureus). Besonders auffällig ist er durch seine gelbe bis orangefarbene Zeichnung auf den ansonsten lackschwarzen Flügeldecken (Elytren).

## Merkmale

### Anatomie der Imago
Der Gelbbindige Schwarzkäfer erreicht eine Körperlänge von sechs bis acht Millimetern und besitzt einen für die Schwarzkäfer ungewöhnlich hochgewölbten Körper. Der Körper ist daher relativ kurz und eiförmig. Die Elytren besitzen eine auffällige, aus zwei gelben bis orangefarbenen, gezackten Querbändern bestehende Zeichnung. Dabei liegt das vordere Querband an der Basis, das hintere in der Mitte der Elytren, letzteres ist in der Mitte unterbrochen. An der Spitze der Elytren befindet sich jeweils ein einzelner gelber Fleck. Ansonsten sind die Elytren lackschwarz und kahl und weisen mehrere Reihen feiner punktförmiger Vertiefungen auf, mit breiteren Zwischenräumen. Als Farbvarietäten treten vollständig schwarze Tiere auf oder Individuen, denen die zwei gelben Flecken am Körperende fehlen. Auch kann das hintere Querband mehrfach unterbrochen sein.
Der Kopf ist halbrund und besitzt eine eingedellte Stirn. Die Fühlerglieder sind ab dem vierten Fühlerglied deutlich verbreitert. Der Halsschild besitzt deutlich gerandete Seiten, die herabgewölbt und nach vorn verengt sind. Die Basis des Halsschildes ist abgerundet und besitzt keinen auffälligen Rand. Das Femur („Oberschenkel“ der Beine) ist relativ kurz ausgebildet und vor allem der Vorderschenkel kann gelb gesprenkelt oder vollständig gelb sein, die Tibia (Schiene) ist einfach ausgebildet. Die Fußglieder (Tarsen) besitzen eine deutliche Furche an der Hinterseite.

### Anatomie der Larve
Wie bei den meisten Schwarzkäfern ist die Larve des Gelbbindigen Schwarzkäfers langgestreckt und zylindrisch rund. Die einzelnen Segmente der Larve sind seitlich flach verbreitert, das letzte Segment ist hinten breit abgestutzt. Die Sklerotisierung der Chitin-Cuticula ist nur schwach ausgebildet, die Tiere sind dadurch weich und weißlich gefärbt. Dies ist ein typisches Merkmal von Larven, die in Hartsubstraten wie Holz oder, in diesem Fall, Pilzfruchtkörpern leben. Die Oberfläche des Körpers ist glatt und besitzt keine auffälligen Dornen oder Borsten. Auffällig sind die runden Stigmen am Vorderrand der einzelnen Segmente.
Am Kopf der Larven befinden sich jederseits zwei Punktaugen.

## Verbreitung und Lebensraum

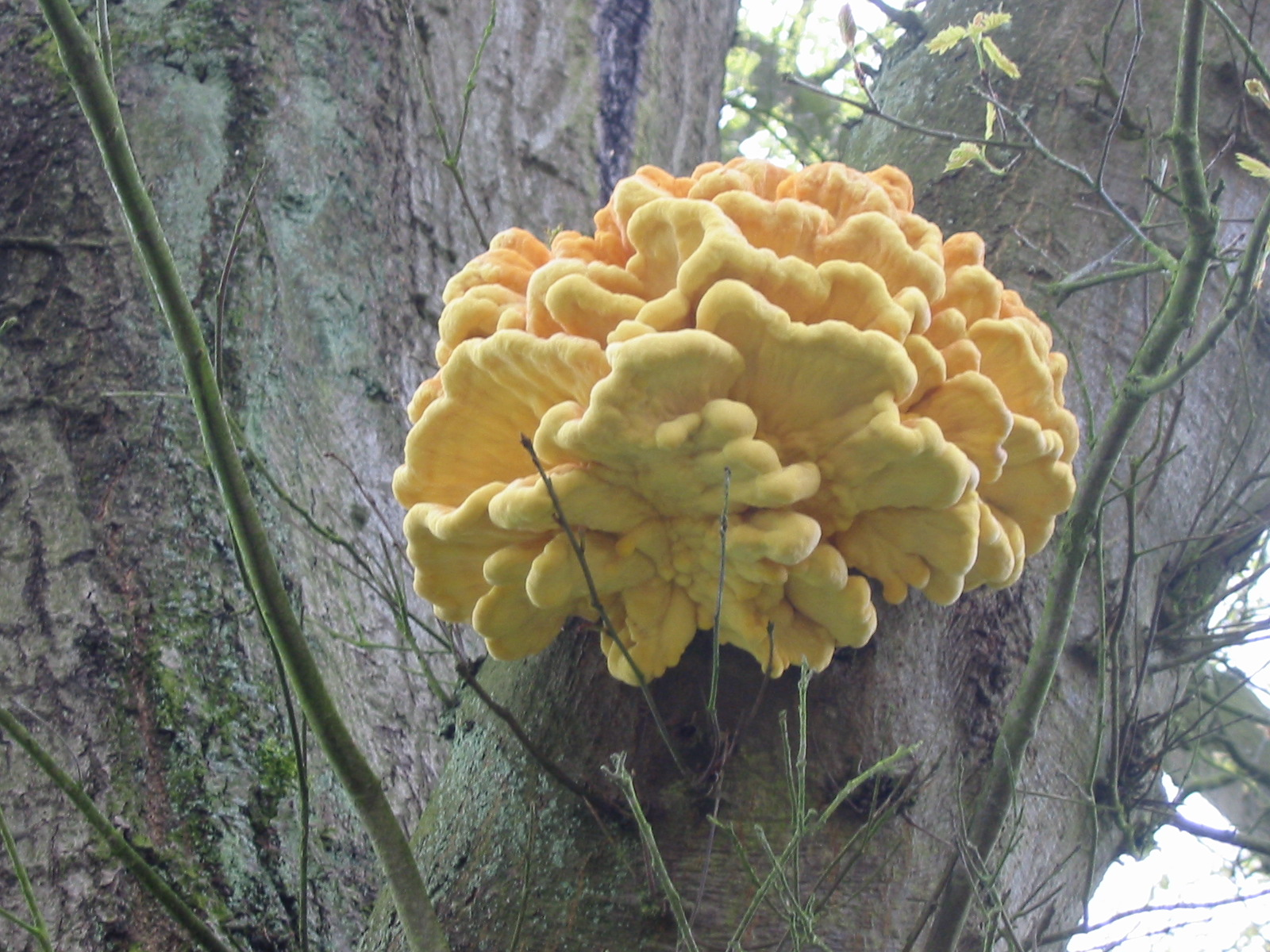
Schwefelporling (Laetiporus sulphureus)

Der Gelbbindige Schwarzkäfer ist in weiten Teilen Mitteleuropas heimisch. Er lebt als mycetophager (pilzfressender) Käfer sowohl als Larve als auch als Imago an und in den Fruchtkörpern weicher, meist einjähriger Baumpilze. Seltener ist er auch an anderen Pilzen zu finden. Er wird als stenotop (eng an bestimmte Habitate gebunden), besonders silvicol (waldgebunden) und polyporicol (gebunden an Baumpilze) beschrieben.

## Lebensweise

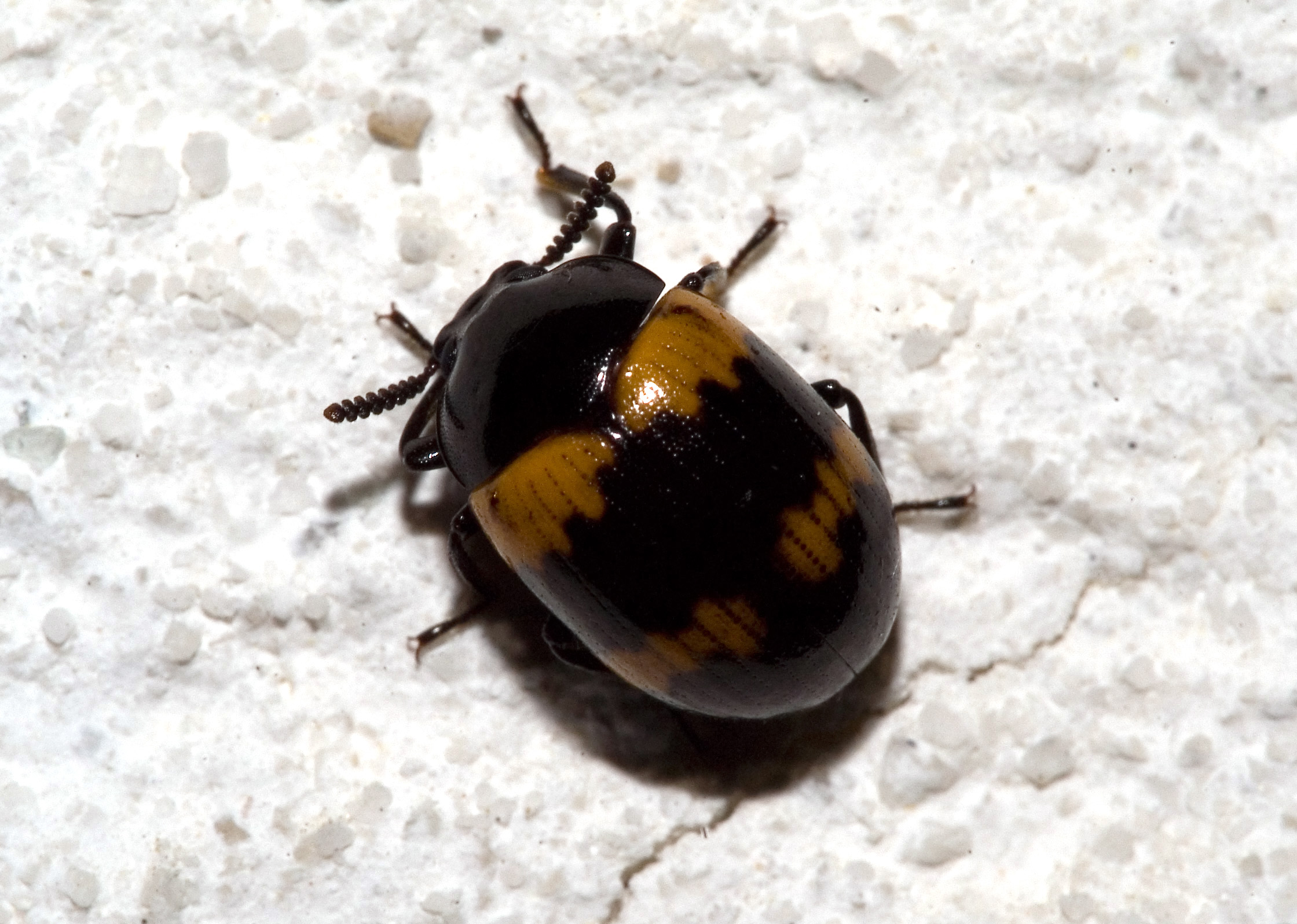
Gelbbindiger Schwarzkäfer (Diaperis boleti), dunklerer Phänotyp

Der Gelbbindige Schwarzkäfer ist direkt abhängig von Pilzen als Nahrung, da er keine andere Nahrung nutzen kann. Aus diesem Grunde wird er als mycetobionte Art bezeichnet. Darin gleicht er in seinen ökologischen Ansprüchen in Mitteleuropa beispielsweise den ebenfalls in Baumpilzfruchtkörpern lebenden Schwarzkäfern Bolitophagus reticulatus (monophag im Zunderschwamm (Fomes fomentarius)) und Eledona agaricola (monophag im Schwefelporling). Dabei ernährt er sich sowohl als Larve als auch als adultes Tier vor allem von den Hyphen und den Sporen der Pilze. Besonders häufig findet er sich in Pilzfruchtkörpern, die bereits abgestorben sind und verrotten, wobei er frühe bis mittlere Verrottungsstadien bevorzugt (oligo- bis mesosaprob). Nachgewiesen wurde er an einer großen Palette verschiedener Pilzarten, bevorzugt werden allerdings vor allem der Schwefelporling (Laetiporus sulphureus) und der Birkenporling (Piptoporus betulinus).
Die Überwinterung erfolgt in trockenem Totholz, vor allem in rotfaulem Buchenholz, wobei sich die Tiere auch zu größeren Aggregationen von bis zu 30 Tieren einfinden. Vereinzelt kann man sie auch in trockenen Fruchtkörpern der Vorjahressaison finden. Die Käfer suchen bereits nach den ersten Nächten mit Nachtfrost die Winterquartiere auf, daher sind bereits im Spätherbst kaum noch Tiere in Fruchtkörpern zu finden.

## Larvalentwicklung

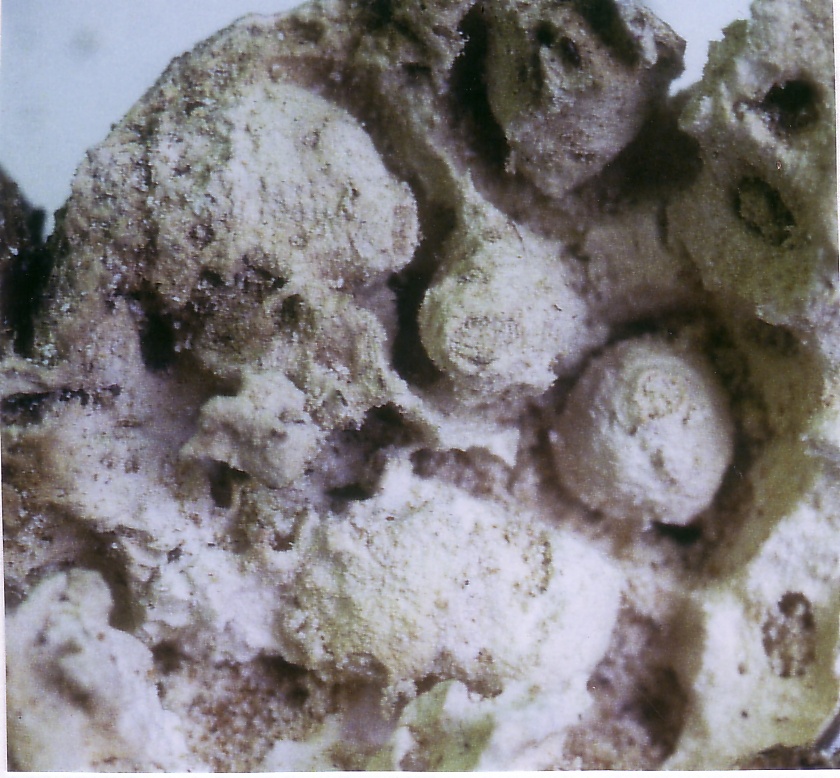
Puppenwiegen in der Trama des Birkenporlings

Die Eiablage erfolgt ab Mai, wobei die weiblichen Tiere die Eier mit ihrem Ovipositor in die Oberseite der Fruchtkörper einstechen. Dabei gibt es wahrscheinlich eine bis zwei Generationen innerhalb eines Jahres, abhängig von der Witterung und Verfügbarkeit der Pilzfruchtkörper. Bei optimalen Bedingungen ist die erste Larvengeneration im Juli und die zweite im September ausgewachsen.
Die Larven wachsen innerhalb der Brutpilze heran, wo sie sich wie die Adulten von der Trama des Pilzes ernähren. Hier kommt es auch zur Verpuppung, wobei die Larven sich Bruthöhlen fressen und den Eingang mit Pilzmehl verkleben. Die Bruthöhlen, in denen die Verpuppung stattfindet, werden von anderen Larven im gleichen Pilz gemieden und mit einigem Abstand umfressen, wobei kugelige Puppenwiegen entstehen. Es liegt nahe, dass die Fraßvermeidung durch chemische Stoffe, die in das Pilzgewebe der Puppenwiegenwand abgegeben werden, oder durch akustische Signale der Puppe bedingt ist – Untersuchungen dazu gibt es bislang nicht.

## Taxonomie
Die wissenschaftliche Erstbeschreibung der Art erfolgte durch Carl von Linné in seiner 10. Auflage der Systema naturae von 1758 unter dem Namen Chrysomela boleti. Damit ordnete er die Art in die Blattkäfer (Chrysomelidae) ein. Die Erstbeschreibung der Gattung Diaperis erfolgte durch Étienne Louis Geoffroy in seinem Werk Histoire abrégée des insectes qui se trouvent aux environs de Paris aus dem Jahre 1762.

## Ökologische und ökonomische Bedeutung, Gefährdung

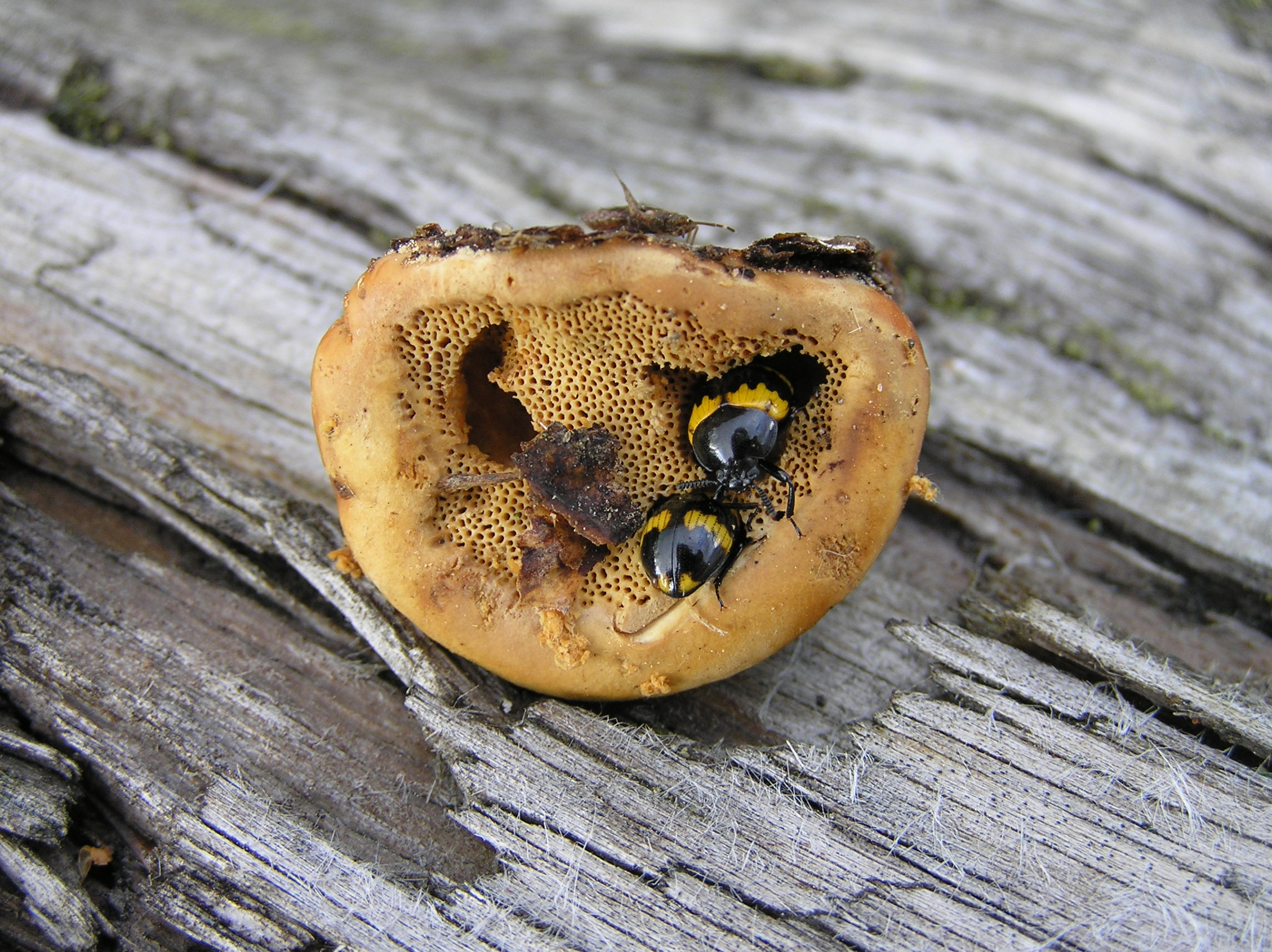
Diaperis boleti in einem Fruchtkörper des Fichtenporlings (Fomitopsis pinicola)

Der Gelbbindige Schwarzkäfer ist ein Saprobiont, der den Abbau von abgestorbenen Pilzfruchtkörpern sowohl als Larve als auch als Imago vorantreibt. Da es sich bei ihm verglichen mit anderen häufigen mycetobionten Arten um einen relativ großen Käfer handelt und er in den Pilzen, in denen er angetroffen wird, meist in hohen Individuenzahlen lebt, ist seine Rolle beim Abbau der Pilzmasse ziemlich hoch. Er hat aufgrund seiner Wehrdrüsen keine bekannten Fressfeinde.
Da der Gelbbindige Schwarzkäfer keine wirtschaftlich genutzten Pilze besiedelt und mit wenigen Ausnahmen wie dem Schwefelporling auch nicht in essbaren Pilzen zu finden ist, geht von ihm keine ökonomische Schadwirkung aus.
Die Art wird in den Roten Listen nicht als gefährdete Art geführt. Sie ist im gesamten Verbreitungsgebiet, vor allem in stark pilzbefallenen Wirtschaftswäldern, häufig und regelmäßig anzutreffen.